# Lactobacillus antri
Lactobacillus antri è una specie di batterio appartenente alla famiglia delle Lactobacillaceae.